# Gōzoku
Gōzoku (豪族, literalmente "clã proeminente") em japonês é o termo usado para se referir as poderosas e ricas famílias. No contexto histórico, normalmente se refere aos clãs de samurais locais com com grandes extensões de terra. Alguns eram quase independentes, e mantinham fortes laços com comerciantes ricos. Ao contrário do samurai vassalo do Daimyo , o Gozōku poderia estar na corte ou servir diretamente um soberano .
A Corte de Yamato, que precedeu o estado Ritsuryō era um regime formado e estabelecido por Gōzoku da Região de Kinai ou de sua periferia que instalou um rei como chefe político, a fim de resistir e dominar os Gōzoku das províncias periféricas. As diversas reformas políticas instituídas a partir da Reforma Taika, através da introdução do Ritsuryō-sei também, foram realizadas por este Bloco Kinai, a fim de  estender seu controle por todo o país, mas eles não foram promovidos pelo imperador sozinho, mas pelas forças Gōzoku do Kinai centradas em torno do imperador. Além disso, como o país foi controlado pelo Ritsuryō através deste regime, a camada dirigente estava polarizada internamente entre duas forças conflitantes. Uma era a Corte Imperial que sempre aspirou a um monarca absoluto na base da tradição histórica e dos códigos importados do Ritsuryō que trataram o imperador como absolutista; o outro eram os clãs poderosos e aristocratas que buscavam construir uma base firme de poder e expandir seu controlar através dos esforços conjuntos na pacificação do país.